# 류혁연의 묘
류혁연의 묘(柳赫然의 墓)는 대전광역시 서구 평촌동에 있는 조선시대의 무덤이다. 1991년 10월 24일 대전광역시의 문화재자료 제28호로 지정되었다.

## 개요
조선 후기의 무신인 야당(野堂) 유혁연(1616∼1680)의 묘소이다. 충청남도 서산에서 태어난 그는 어려서부터 재주가 뛰어났으며, 대대로 무신의 집안에서 자랐다.
인조 22년(1644) 무과에 급제하여 벼슬길에 올라 삼도 수군통제사, 공조판서, 형조판서 등의 요직을 거치면서 어려운 일들을 잘 처리하였다. 예송(禮訟)으로 당쟁에 연루되어 관직이 삭탈되고, 숙종 16년(1680)에 경상도 영해로 유배되었다.
또한 무예에도 뛰어나 무신의 시험에서 줄곧 수석을 차지하였으며, 전략과 군사행정면에서 뛰어난 재능을 발휘하였다. 화차(火車)의 사용을 권장하고 병서의 연구를 강력하게 내세웠으며, 글씨와 죽화(竹畵)에도 뛰어났다.
대전광역시 서구 평촌동에 있는 묘소는 숙종 17년(1681)에 이장한 것이며, 1924년에는 신도비(神道碑:왕이나 고관 등의 평생 업적을 기리기 위해 무덤 근처 길가에 세우는 비)가 세워졌다. 묘비의 비문은 이의국이 짓고 9대 손인 군수 유석우가 글씨를 쓴 것이다.

## 같이 보기
- 류혁연

## 참고 자료
- 류혁연의묘 - 국가유산청 국가유산포털